# Хелмут Лент
Хелмут Лент (13. јун 1918 — 7. октобар 1944) био је немачки ловачки ас у Другом светском рату. Лент је срушио 110 авиона, од којих је 102 срушио ноћу. Рођен у побожној религиозној породици, рано је показао страст за летење једриличарем; против очевих жеља, придружио се Луфтвафеу 1936. године. По завршетку своје обуке, био је распоређен у 1. ескадрилу, или Staffel, Zerstörergeschwader 76 (ZG 76), крило које је летело Месершмитом Bf 110 двомоторним тешким ловачким авионом. Лент је своје прве ваздушне победе однео на почетку Другог светског рата у инвазији на Пољску и над Северним морем. Током инвазије на Норвешку, он је летео земаљске мисије подршке пре него што је пребачен у новоосновано Nachtjagdgeschwader 1 (NJG 1), ноћно борбено крило.
Лент је своју прву ноћну победу освојио 12. маја 1941. године, а 30. августа 1941. добио је Витешки крст Гвоздени крста за 22 победе. Његова стална акумулација зрачних победа резултирала је редовним промоцијама и наградама. У ноћи 15. јуна 1944, мајор Лент је био први ноћни пилот ловца који је однео 100 ноћних победа из ваздуха, што му је 31. јула 1944. донело Витешки крст Гвозденог крста с храстовим листовима, мачевима и дијамантима.
Лент је 5. октобра 1944. летео у авиону Јункерс Ju 88 на рутинском транзитном лету од Штада до северног Борхена, 5 km јужно од Падерборна. На прилазу један од мотора је отпао и авион се сударио са далеководима. Сва четворица чланова посаде смртно су рањена. Три мушкарца умрла су убрзо након судара, а Лент је подлегао својим повредама два дана касније, 7. октобра 1944. године.

## Биографија
Лент је рођен 13. јуна 1918. године у Пиренеу, у Гожову Вјекополском, провинција Бранденбург, Немачка (сада Пирзани, провинција Лубуш, западна Пољска) и крштен је као Хелмут Јоханес Сигфрид Лент. Био је пето дете Јоханеса Лента, лутеранског свештеника и Марије Елисабет, рођене Брауне. Хелмут Лент је имао два старија брата, Вернера и Јоакима, и две старије сестре, Кете и Урсулу. Његова породица је била дубоко религиозна; поред његовог оца, и његова браћа и оба деда били су лутерански министри.
Од Ускрса 1924. године до Ускрса 1928. године, Лент је похађао локалну јавну основну школу у Пиренеу. Његов отац и најстарији брат Вернер су га затим подучавали код куће у припреми за пријемни испит у јавној средњој школи у Ландсбергу. У фебруару 1933. године, Хелмут се придружио Јунгволку (Jungvolk), млађем огранку Хитлерове омладине. Од марта 1933. године, радио је као вођа омладинског вода, или Jungzugführer (1. март 1933. — 1. април 1935) и носач заставе, или Fähnleinführer (1. април 1935. — 9. новембар 1935) док није напустио Јунгволк да би се припремио за дипломски испит. Хелмут је положио матурске испите у доби од седамнаест година 12. децембра 1935. године. Почео је осмонедељну обавезну Националну службу за рад (Reichsarbeitsdienst) 2. фебруара 1936. године у Морињу. На војну службу у Луфтвафеу, као фаненјункер (Fahnenjunker), придружио се 1. априла 1936. године, противно жељи свог оца.
Његова војна обука почела је 6. априла 1936. у 2. школи за ваздушно ратовање (Luftkriegsschule 2) у Гатову, на југозападној периферији Берлина. Заклео се на националсоцијалистичку заклетву на верност 21. априла 1936. године. Летачка обука почела је у понедељак, 7. августа 1936. у Гатову. Његов први лет био је у Хајнкел He 72 Kadet D-EYZA двокрилцу са једним мотором. Лент је свој први самостални лет забележио 15. септембра 1936. године у Фоке Вулф Fw-44 Stieglitz. До тог времена, Лент је сакупио 63 лета у свом дневнику. У вези са обуком у летењу, ученици су такође научили да возе мотоцикле и аутомобиле и током једне од ових вежби, Лент је био укључен у саобраћајну несрећу, сломивши горњи део ноге довољно лоше да га спречи да лети пет месеци. То није негативно утицало на његову обуку у учионици, а 1. априла 1937. године, након што је положио комисијски испит, унапређен је у ранк фенрих (Fähnrich). 19. октобра 1937. Лент је завршио обуку у летењу и добио А/Б лиценцу. Дана 1. фебруара 1938. промакнут је у оберфенриха (Oberfähnrich), а 1. марта 1938. у лојтнант. До тог времена, он је извршио 434 лета у осам различитих типова авиона и скупио 112 сати и 48 минута летења, углавном на дневним летовима, у авионима за обуку са једним мотором.
Након што је напустио Гатов, Хелмут Лент је постављен у школу за тешке бомбардере, или Große Kampffliegerschule у Тутову, у североисточној Немачкој. Три месеца је тренирао као посматрач (1. март 1938. - 30. мај 1938). Пре завршетка овог курса, Лента је прегазио аутомобил, што је довело до сломљене доње вилице, потреса мозга и унутрашњег крварења. 1. јула 1938. године, Лент је постављен у трећу групу Jagdgeschwader 132 "Richthofen" (III./JG 132), где је 19. јула 1938. летео први пут након повреда.
Почетком септембра, Лентова ескадрила, 7./JG 132, преселила се у Гросенхајн близу Дрездена, у припреми и подршци анексији Чехословачке. Лент је у овом сукобу прелетио бројне оперативне патроле све док се његов Staffel није поново преселио у Рангсдорф 29. септембра 1938. године. Након што су напетости око окупације судетских територија ублажене, Лентова јединица започела је прелазак на Месершмит Bf 108 Taifun. 1. новембра 1938. III./JG 132 се преселио у Фирстенвалде, између Берлина и Франкфурт на Одри, и преименован је у II./JG 141, а Лент је постављен у 6. ескадрилу.
II./JG 141 је 1. маја 1939. променио свој назив у I./Zerstörergeschwader 76 (I./ZG 76), истовремено пребацујући се на аеродром у Оломоуцу у Чехословачкој. Група је поново опремљена са Месершмитом Bf 110, а Лент је први пут обавио лет у Bf 110 7. јуна 1939. Лент је добио свој Луфтвафеов сертификат за напредног пилота (Erweiterter Luftwaffen-Flugzeugführerschein), такође познат као 'Ц'-сертификат, који потврђује стручност на вишемоторним авионима, 12. маја 1939. године. Док је прелазио на Bf 110, Лент није имао редовног бежичног оператера (Funker) на седишту стражњег топника, али је 14. августа 1939. први пут добио друштво у M8+AH и то гефрајтера Валтера Кубиша. Током увода у Други светски рат 25. августа 1939. године, I./ZG 76 је распоређен на аеродром у Олави југоисточно од Вроцлава.

## Други светски рат
Други светски рат почео је у петак, 1. септембра 1939. године у 04.45 када су немачке снаге прешле пољску границу. Хелмут Лент, који је летео у Bf 110 означеним M8-DH, полетео је из Олаве, у 04.44 у пратњи Хајнкела He 111 бомбардера на мисији преко Кракова.

### Инвазија на Пољску
Немачки планови за инвазију на Пољску замишљени су под именом „Fall Weiss” (план „Вајс”). Ова операција је захтевала истовремене нападе на Пољску из три смера, са севера, запада и југа, почевши од 04.45 ујутро 1. септембра 1939. године. Тог јутра Хелмут Лент, са Кубишем као својим бежичним оператером и бочним топником, пратили су формацију Хајнкелових 111 бомбардера I. и III./Kampfgeschwader 4 (KG 4) који су нападали аеродроме у Кракову као подршка јужном делу немачког напада. У 16.30, 2. септембра 1939. године, другог дана немачког напада, Лент је кренуо у правцу Лођа и однео своју прву ваздушну победу у рату, обарајући PZL P.11.
У овом тренутку кампање Bf 110 су се пребацили са пратње бомбардера на напад са земље, јер је пољско ваздухопловство било поражено. У том својству Лент и Кубиш су 5. септембра уништили моноплан са два мотора на земљи, а други авион, PZL P.24, 9. септембра. Пољски авион га је напао 12. септембра 1939. године који је погодио његов десни мотор. Лент је принудно слетео иза немачких линија. Током пољске кампање прелетео је још пет мисија, уништивши једну противавионску батерију. За своје акције у пољској кампањи, Лент је 21. септембра 1939. године награђен једном од првих гвоздених крстова друге класе Другог светског рата. I./ZG 76 се преселио у подручје Штутгарта 29. септембра 1939. како би бранио западну границу од Француза и Британаца, који су били у рату са Немачком од 3. септембра 1939. године. Од почетка октобра до средине децембра, I./ZG 76 је оперисао са више аеродрома на подручју Штутгарта и Рура пре него што је 16. децембра 1939. премештен на север у Јевер.

### Битка код Хелголандсог залива
Током првог месеца рата, Краљевско ратно ваздухопловство (РАФ) углавном је своје бомбашке нападе усредсредило на операције против шпедиције на Немачком заливу. Бомбаши РАФ-а извршили су тешки напад на отпрему из Вилхелмсхафена 18. децембра 1939. године, што је постало познато као Битка код Хелголандског залива. Двадесет четири двокомпонентна Викерс Велингтона из 9. ескадриле, 37. ескадриле и 149. ескадриле, формирана су преко Норфолка према острву Хелголанд. Два авиона су прекинула мисију због механичких оштећења, али преосталих 22 су наставили напад и уочени су Фреја радарима на Источно-Фризијским острвима.
Хелмуту Ленту је наређено да пресретне и ангажује нападачке бомбашке снаге и након што је напунио гориво — Лент је управо слетео на Јевер из наоружане патроле — срушио је три Велингтона, од којих су двојица, оборена у 14.30 и 14.45, касније потврђена. Два авиона су била из 37. ескадриле, ваздухопловних официра П. А. Вимберлија и О.Ј. Т. Луиса, и оба су се срушила у плитко море поред Боркума. Вероватно је његова трећа тврдња можда била 37. ескадрила, Велингтон 1A N2396, LF-J, којом је управљао наредник Х. Русе, који се срушио на пешчане дине Боркума. Ленту је одбијена победа над Вимберлијем, јер је Лент напао Велингтона након што је већ био тешко оштећен и спреман да се сруши. За Велингтона је заслужан пилот Карл-Август Шумархер.
Његов успех као пилот ловца над Северним морем учинио га је малим националним херојем. Подвизи, као што су они у Хелголанду, доносили су добре вести за немачку пропагандну машину. Због тога је привукао пошту обожаваоца — углавном од младих девојака и жена — међу њима и Елизабет Петерсен. Лент је одговорио на њено писмо, а он и Елизабет срели су се на састанку са слепо у хотелу Reichshof у Хамбургу, након чега су уживали у скијашком одмору у Хиршегу у фебруару 1940.

## Приватни живот
Сви немачки официри су морали да добију службену дозволу да се венчају; међутим, то је обично била бирократска формалност. Када је Лент одлучио да ожени Елизабет Петерсен, његову обожаватељку из Хамбурга коју је срео на састанку на слепо, његов случај је био компликованији. 'Елизабет Петерсен' је заправо била Хелена (Лена) Сенокосникова, која је рођена у Москви у априлу 1914. године. Бојала се да открије свој прави идентитет, будући да Руси нису били популарни у Трећем рајху, али након темељитог истраживања о њеној историји и расном пореклу, добила је немачко држављанство 15. марта 1941. године. Венчали су се 10. септембра 1941. у Велингсбителу у Хамбургу. Добили су две кћерке. Кристина је рођена 6. јуна 1942; друга, Хелма, рођена је 6. октобра 1944. године, убрзо након фаталног судара њеног оца.
И Хелмутова старија браћа, Јоаким и Вернер, као чланови Исповедне цркве (немачки: Bekennende Kirche), наишли су на проблеме са Нацистичком партијом. Исповедна црква, коју је предводио пастор Мартин Нимолер, била је расколничка протестантска црква која се противила напорима Рајха да „нацифицира” немачке протестантске цркве. Стајала је у отвореном противљењу националсоцијалистичким принципима, посебно онима који су садржани у аријевском параграфу. Кроз Барменску декларацију, црква је осудила националну Немачку евангелистичку цркву као херетичку. Вернер Лент, припадник Исповедне цркве, први пут је ухапшен 1937. године након проповедања антинацистичке проповеди. У јуну 1942. године, његовог брата Јоакима је ухапсио Гестапо након што је прочитао такозвано Молдерсово писмо са проповедаонице. Молдерсово писмо било је пропагандни чланак који је осмислио Сефтон Делмер, шеф британске црне пропаганде у Извршном одбору за политичка ратовања како би искористио смрт немачког борбеног аса Вернера Молдерса; ово писмо, које је наводно написао Молдерс, потврдило је врховну важност његове католичке вере у његовом животу — имплицитно, стављајући веру изнад његове оданости Националној социјалистичкој партији.

## Смрт
Лент је 5. октобра 1944. године летео својим Јункерима Ју-88 G–6, кодиран D5+AA, од Штада до Падерборна. Његову екипу сачињавали су његов дугогодишњи радио-оператер оберфелдвебел Валтер Кубиш, члан Пропагандакомпани лојтнант Вернер Карк у позицији ваздушног топника, и оберлојтнант Херман Клос, други радио оператер. Лент је био на путу да посети Geschwaderkommodore Nachtjagdgeschwader 1, оберстлојтанта Ханс-Јоакима Јабса, како би разговарао о оперативним питањима. Непосредно пре доласка у Падерборн/Северни Борхен, аеродром су напале Ваздухопловне снаге САД, остављајући кратере на писти. Хитна импровизована писта била је очишћена и означена за Лента, али је био превиђен електрични кабл изнад главе. Приликом пристајања, леви мотор авиона се покварио, што је довело до удубљења крила. Лент није био у стању да одржи авион мирним и погодио је каблове високог напона и срушио се. Сва четири члана посаде задобила су тешке повреде, али су их спасили живе. Кубиш и Клос су подлегли својим повредама истог дана, Карк следећег јутра и Лент је преминуо два дана касније, 7. октобра 1944. године.
Државна сахрана Лента одржана је у канцеларији Рајха у Берлину у среду 11. октобра 1944. године. Рајхсмаршал Херман Геринг је поздравио Лентов сандук, који је био замотан у националну заставу нацистичке Немачке. Испред сандука, носећи Лентове почасти и украсе на баршунастом јастуку, марширали су оберслојтант Вернер Страјб, инспектор ноћних ловаца. Шест официра са челичним кацигама, сви примаоци Витешког крста Гвозденог крста, отпратили су сандук на његов кесон и стајали као почасни чувари током церемоније: оберслојтнант Гинтер Радуш, оберслојтнант Ханс-Јоаким Јабс, мајор Рудолф Шенерт, хауптман Хајнц Струнинг, хауптман Карл Хадебал и хауптман Паул Зорнер. Лент и његова посада су 12. октобра 1944. године покопани у једној гробници на војном гробљу у Штаду.

## Резиме каријере

### Ваздушне победе
Ленту је званично додељено 111 победа у 507 летова. Укупна бројка укључује 103 победе ноћу, током којих је уништио 59 четворомоторних бомбардера и један Де Хевиланд DH.98 Москито, између осталих типова. Лент је постхумно добио унапређење у Оберста (Пуковника). Метјуз и Форман, аутори Luftwaffe Aces — Biographies and Victory Claims, истраживали су Немачке федералне архиве и пронашли документацију за 111 зрачних победничких захтева, укључујући седам као Церстирер пилот и 104 као ноћни пилот, плус још три непотврђене победе.
За већину његових победа тражене су детаљне географске локације. Међутим, две његове победе су тражене у Планквадрату (мрежи референци), на пример „QE-PE”. Мрежна мапа Луфтвафеа била је састављена од правоугаоника димензија 15 минута географске ширине по 30 минута географске дужине, површине од око 930 km².
| Хронике ваздушних победа | Хронике ваздушних победа | Хронике ваздушних победа | Хронике ваздушних победа | Хронике ваздушних победа | Хронике ваздушних победа                       |
| --- | ------------------------ | ------------------------ | ------------------------ | ------------------------ | ---------------------------------------------- |
| Ово и ! (узвичник) означава оне ваздушне победе које Хинклифе не наводи. Ово и # (хештег) означавају оне ваздушне победе које нису навели Форман, Метјуз и Пери. Ово заједно са + (плус) означава скоро извесну идентификацију. Ово заједно са * (звездица) означава вероватну идентификацију. Ово и ? (упитник) означава могућу идентификацију. |                          |                          |                          |                          |                                                |
| Тврдња (укупно) | Тврдња (ноћна)           | Датум                    | Време                    | Тип                      | Ескадрила                                      |
| – 1./Zerstörergeschwader 76 – |                          |                          |                          |                          |                                                |
| 1 |                          | 3. септембар 1939.       | 17.10                    | PZL P.24                 | Пољске ваздухопловне снаге+                    |
| 2 |                          | 18. децембар 1939.       | 14.40                    | Велингтон                | N2888/37. ескадрила РАФ-а+                     |
| 3 |                          | 18. децембар 1939.       | 14.45                    | Велингтон                | N2889/37. ескадрила РАФ-а+                     |
| 4 |                          | 9. април 1940.           | 08.55                    | Гладијатор               | 427/NAAS+                                      |
| 5 |                          | 27. мај 1940.            | 08.20                    | Гладијатор               | 263. ескадрила РАФ-а+                          |
| 6 |                          | 2. јун 1940.             | 14.25                    | Гладијатор               | N5893/263. ескадрила РАФ-а+                    |
| 7 |                          | 15. јун 1940.            | 12.45                    | Бленхајм                 | L9408/254. ескадрила РАФ-а+                    |
| – 6./Nachtjagdgeschwader 1 – |                          |                          |                          |                          |                                                |
| 8 | 1                        | 12. мај 1941.            | 01.40                    | Велингтон                | R1330/40. ескадрила РАФ-а*                     |
| 9 | 2                        | 12. мај 1941.            | 02.49                    | Велингтон                | R1461/40. ескадрила РАФ-а*                     |
| 10 | 3                        | 28. јун 1941.            | 01.58                    | Вајтли                   | T4297/102 ескадрила РАФ-а+                     |
| 11 | 4                        | 30. јун 1941.            | 01.40                    | Стерлинг                 | N6001/7. ескадрила РАФ-а*                      |
| 12 | 5                        | 30. јун 1941.            | 02.05                    | Стерлинг                 | N3664/7. ескадрила РАФ-а*                      |
| – 4./Nachtjagdgeschwader 1 – |                          |                          |                          |                          |                                                |
| 13 | 6                        | 4. јул 1941.             | 00.43                    | Велингтон                | R1492/301. ескадрила РАФ-а+                    |
| 14! | 7!                       | 4. јул 1941.             | 03.41                    | непознато                |                                                |
| 15 | 8                        | 6. јул 1941.             | 00.56                    | Вајтли                   | Z6793/10. ескадрила РАФ-а+                     |
| 16 | 9                        | 8. јул 1941.             | 00.55                    | Вајтли                   | Z6799/77. ескадрила РАФ-а+                     |
| 17 | 10                       | 10. јул 1941.            | 02.20                    | Велингтон                | B1770/40. ескадрила РАФ-а+                     |
| 18 | 11                       | 13. јул 1941.            | 00.55                    | Хемпден                  | AE226/50. ескадрила РАФ-а*                     |
| 19 | 12                       | 15. јул 1941.            | 00.49                    | Велингтон                | W5513/104 ескадрила РАФ-а+                     |
| 20 | 13                       | 25. јул 1941.            | 03.54                    | Велингтон                | R1369/57. ескадрила РАФ-а?                     |
| 21 | 14                       | 15. август 1941.         | 03.20                    | Вајтли                   | Z6819/51. ескадрила РАФ-а+                     |
| 22 | 15                       | 29. август 1941.         | 03.40                    | Хемпден                  | AE126/49. ескадрила РАФ-а+                     |
| 23 | 16                       | 7. септембар 1941.       | 01.25                    | Вајтли                   | Z6681/78. ескадрила РАФ-а+                     |
| 24 | 17                       | 8. септембар 1941.       | 04.04                    | Велингтон                | Z8845/9. ескадрила РАФ-а*                      |
| 25 | 18                       | 8. септембар 1941.       | 04.59                    | Велингтон                | R1798/115. ескадрила РАФ-а+                    |
| 26 | 19                       | 13. октобар 1941.        | 00.06                    | Велингтон                | X9822/40. ескадрила РАФ-а+                     |
| 27 | 20                       | 13. октобар 1941.        | 00.33                    | Хемпден                  | AD965/144. ескадрила РАФ-а+                    |
| – II./Nachtjagdgeschwader 2 – |                          |                          |                          |                          |                                                |
| 28 | 21                       | 8. новембар 1941.        | 01.21                    | Велингтон                | X9976/75. ескадрила РАФ-а+                     |
| 29 | 22                       | 17. јануар 1942.         | 21.40                    | Вајтли                   | Z9301/51. ескадрила РАФ-а*                     |
| 30 | 23                       | 21. јануар 1942.         | 22.38                    | Вајтли                   | Z9311/51. ескадрила РАФ-а+                     |
| 31 |                          | 6. фебруар 1942.         | 15.14                    | Хемпден                  | AE308/455. ескадрила РАФ-а+                    |
| 32 | 24                       | 26. март 1942.           | 00.32                    | Манчестер                | L7518/61. ескадрила РАФ-а+                     |
| 33 | 25                       | 27. март 1942.           | 22.10                    | Хемпден                  | 408. ескадрила РАФ-а                           |
| 34 | 26                       | 27. март 1942.           | 22.42                    | Хемпден                  | 408. ескадрила РАФ-а                           |
| 35 | 27                       | 29. март 1942.           | 22.00                    | Манчестер                | L7394/61. ескадрила РАФ-а?                     |
| 36 | 28                       | 11. април 1942.          | 00.23                    | Велингтон                | Z8838/311. ескадрила РАФ-а+                    |
| 37 | 29                       | 13. април 1942.          | 00.32                    | Хемпден                  | P1239/420. ескадрила РАФ-а*                    |
| 38 | 30                       | 18. април 1942.          | 01.55                    | Велингтон                | Z1267/300. ескадрила РАФ-а*                    |
| 39 | 31                       | 15. мај 1942.            | 22.45                    | Hudson                   | X3482/9. ескадрила РАФ-а?                      |
| 40 | 32                       | 3. јун 1942.             | 01.06                    | Хемпден                  | AT154/408. ескадрила РАФ-а+                    |
| 41 | 33                       | 4. јун 1942.             | 00.55                    | Халифакс                 | R9457/76. ескадрила РАФ-а+                     |
| 42 | 34                       | 6. јун 1942.             | 00.34                    | Велингтон                | DV812/156. ескадрила РАФ-а+                    |
| 43 | 35                       | 6. јун 1942.             | 01.16                    | Велингтон                | Z1331/301. ескадрила РАФ-а+                    |
| 44 | 36                       | 21. јун 1942.            | 00.59                    | Хемпден                  | AT185/420. ескадрила РАФ-а+                    |
| 45 | 37                       | 24. јун 1942.            | 01.12                    | Велингтон                | T2921/103. ескадрила РАФ-а+                    |
| 46 | 38                       | 24. јун 1942.            | 01.46                    | Велингтон                | DV831/103. ескадрила РАФ-а+                    |
| 47 | 39                       | 26. јун 1942.            | 02.37                    | Велингтон                | T2612/18. операциона припремна јединциа РАФ-а* |
| 48 | 40                       | 26. јун 1942.            | 02.56                    | Вајтли                   | BD266/24. операциона припремна јединциа РАФ-а* |
| 49 | 41                       | 3. јул 1942.             | 01.25                    | Велингтон                | Z1314/301. ескадрила РАФ-а*                    |
| 50 | 42                       | 9. јул 1942.             | 01.30                    | Велингтон                | X3557/75. ескадрила РАФ-а+                     |
| 51 | 43                       | 27. јул 1942.            | 02.35                    | Халифакс                 |                                                |
| 52 | 44                       | 27. јул 1942.            | 02.39                    | Велингтон                |                                                |
| 53 | 45                       | 5. септембар 1942.       | 02.50                    | Халифакс                 | R5682/61. ескадрила РАФ-а*                     |
| 54 | 46                       | 14. септембар 1942.      | 05.02                    | Велингтон                |                                                |
| 55 | 47                       | 9. новембар 1942.        | 20.37                    | Халифакс                 | W7864/102. ескадрила РАФ-а*                    |
| – IV./Nachtjagdgeschwader 1 – |                          |                          |                          |                          |                                                |
| 56 | 48                       | 17. децембар 1942.       | 20.22                    | Ланкастер                | ED355/44. ескадрила РАФ-а+                     |
| 57 | 49                       | 17. децембар 1942.       | 20.38                    | Халифакс                 | ED333/44. ескадрила РАФ-а*                     |
| 58! | 50!                      | 2. јануар 1943.          | 20.24                    | четворомоторни бомбардер |                                                |
| 59 | 51                       | 8. јануар 1943.          | 20.24                    | Ланкастер                |                                                |
| 60 | 52                       | 21. јануар 1943.         | 20.11                    | Велингтон                |                                                |
| 61 | 53                       | 1. март 1943.            | 21.39                    | Халифакс                 | DT641/419. ескадрила РАФ-а*                    |
| 62 | 54                       | 5. март 1943.            | 22.20                    | Халифакс                 | BB282/76. ескадрила РАФ-а?                     |
| 63 | 55                       | 5. март 1943.            | 22.34                    | Халифакс                 | W4847/83. ескадрила РАФ-а*                     |
| 64 | 56                       | 29. март 1943.           | 23.46                    | Велингтон                | BJ762/426. ескадрила РАФ-а+                    |
| 65 | 57                       | 4. април 1943.           | 00.24                    | Ланкастер                |                                                |
| 66 | 58                       | 20. април 1943.          | 03.38                    | Москито                  | DZ694/410. ескадрила РАФ-а                     |
| 67 | 59                       | 5. мај 1943.             | 00.08                    | Стерлинг                 | BK773/7. ескадрила РАФ-а+                      |
| 68 | 60                       | 5. мај 1943.             | 00.18                    | Стерлинг                 | EF343/149. ескадрила РАФ-а+                    |
| 69 | 61                       | 14. мај 1943.            | 02.54                    | Халифакс                 | JB924/78. ескадрила РАФ-а+                     |
| 70 | 62                       | 24. мај 1943.            | 02.16                    | Ланкастер                | DT789/10. ескадрила РАФ-а                      |
| 71 | 63                       | 22. јун 1943.            | 03.09                    | Ланкастер                |                                                |
| 72 | 64                       | 23. јун 1943.            | 02.06                    | Халифакс                 |                                                |
| 73 | 65                       | 26. јун 1943.            | 01.13                    | Велингтон                | HF544/466. ескадрила РАФ-а+                    |
| 74# | 66#                      | 28. јул 1943.            | 02.37                    | Ланкастер                |                                                |
| 75 | 67                       | 30. јул 1943.            | 02.10                    | Ланкастер                |                                                |
| – Stab Nachtjagdgeschwader 3 – |                          |                          |                          |                          |                                                |
| 76 | 68                       | 24. август 1943.         | 00.56                    | Стерлинг                 |                                                |
| 77 | 69                       | 24. август 1943.         | 01.16                    | Халифакс                 |                                                |
| 78 | 70                       | 24. август 1943.         | —                        | Халифакс                 |                                                |
| 79 | 71                       | 1. септембар 1943.       | 00.54                    | Халифакс                 |                                                |
| 80 | 72                       | 1. септембар 1943.       | 01.03                    | Халифакс                 |                                                |
| 81 | 73                       | 22. септембар 1943.      | 22.41                    | Стерлинг                 |                                                |
| 82 | 74                       | 3. октобар 1943.         | 22.27                    | Стерлинг                 |                                                |
| 83 | 75                       | 2. децембар 1943.        | 19.58                    | Ланкастер                |                                                |
| 84 | 76                       | 2. децембар 1943.        | 20.20                    | Стерлинг                 |                                                |
| 85 | 77                       | 16. децембар 1943.       | 19.07                    | Ланкастер                |                                                |
| 86# | 78#                      | 2. јануар 1944.          | 02.49                    | Ланкастер                |                                                |
| 87 | 79                       | 14. јануар 1944.         | 18.49                    | Ланкастер                |                                                |
| 88 | 80                       | 14. јануар 1944.         | 19.05                    | Ланкастер                |                                                |
| 89 | 81                       | 14. јануар 1944.         | 19.10                    | Ланкастер                |                                                |
| 90 | 82                       | 21. јануар 1944.         | 22.28                    | Ланкастер                |                                                |
| 91 | 83                       | 21. јануар 1944.         | 22.58                    | Ланкастер                |                                                |
| 92 | 84                       | 22. март 1944.           | 21.26                    | Ланкастер                |                                                |
| 93 | 85                       | 22. март 1944.           | 21.35                    | четворомоторни бомбардер |                                                |
| 94 | 86                       | 24. март 1944.           | 21.30                    | четворомоторни бомбардер |                                                |
| 95 | 87                       | 24. март 1944.           | 22.00                    | четворомоторни бомбардер |                                                |
| 96 | 88                       | 31. март 1944.           | 01.21                    | четворомоторни бомбардер | Халифакс MZ508/578. ескадрила РАФ-а?           |
| 97# | 89#                      | 23. април 1944.          | —                        | Ланкастер                |                                                |
| 98 | 90                       | 23. мај 1944.            | 00.21                    | четворомоторни бомбардер |                                                |
| 99 | 91                       | 23. мај 1944.            | 00.40                    | четворомоторни бомбардер |                                                |
| 100 | 92                       | 16. јун 1944.            | 00.52                    | Ланкастер                |                                                |
| 101 | 93                       | 16. јун 1944.            | 00.56                    | Ланкастер                |                                                |
| 102 | 94                       | 16. јун 1944.            | 01.00                    | Ланкастер                |                                                |
| 103 | 95                       | 25. јун 1944.            | 00.25                    | четворомоторни бомбардер |                                                |
| 104 | 96                       | 25. јун 1944.            | 00.40                    | четворомоторни бомбардер |                                                |
| 105 | 97                       | 28. јун 1944.            | 01.10                    | четворомоторни бомбардер |                                                |
| 106! | 98!                      | 19. јул 1944.            | 01.36                    | четворомоторни бомбардер |                                                |
| 107 | 99                       | 19. јул 1944.            | 01.41                    | четворомоторни бомбардер |                                                |
| 108 | 100                      | 21. јул 1944.            | 02.07                    | Ланкастер                |                                                |
| 109 | 101                      | 25. јул 1944.            | 01.14                    | четворомоторни бомбардер |                                                |
| 110 | 102                      | 29. јул 1944.            | 01.47                    | четворомоторни бомбардер |                                                |
| 111 | 103                      | 29. јул 1944.            | 01.57                    | четворомоторни бомбардер |                                                |
| 112# | 104#                     | 17. август 1944.         | —                        | четворомоторни бомбардер |                                                |
| 113# | 105#                     | 12. септембар 1944.      | —                        | Ланкастер                |                                                |
| 114# | 106#                     | 17. септембар 1944.      | —                        | Ланкастер                |                                                |

### Награде
- Пилотска значка (15. новембар 1937)[105]
- Судетска медаља[106]
- Нарвички штит (30. јануар 1941)[105][107]
- Рањеничка значка (1939)
  - црна (14. јул 1941)[108]
  - сребрна (22. децембар 1943)[108]
- Гвоздени крст (1939)
  - друге класе (21. септембар 1939)[109]
  - прве класе (11. мај 1940)[109]
- Почасни пехар Луфтвафеа (Ehrenpokal der Luftwaffe) 26. јуна 1941.[110]
- Предња летећа копча Луфтвафеа за пилоте разарача у злату[107]
- Предња летећа копча Луфтвафеа за пилоте ноћних ловаца у злату са заставицом „300”[107]
- Комбинована златна пилотска/посматрачка значка са дијамантима
- Златни Немачки крст 9. априла 1942. као Хауптман у II./Nachtjagdgeschwader 2[111]
- Витешки крст Гвозденог крста с храстовим листовима, мачевима и дијамантима
  - Витешки крст 30. августа 1941. као Оберслојтнант и Штафелкапитен у 6./Nachtjagdgeschwader 1[112][Note 4]
  - 98. храстови литсови 6. јуна 1942. као Хауптман и Групенкомандир у II./Nachtjagdgeschwader 2[113][114]
  - 32. мачеви 2. августа 1943. као Мајор и Групенкомандир у IV./Nachtjagdgeschwader 1[113][115]
  - 15. дијаманти 31. јула 1944. као Оберслојтнант и Гешведеркомодоре у Nachtjagdgeschwader 3[113][116]

### Унапређења
| 1. април 1936:   | Фаненјункер (Кадет)          |
| 1. април 1937:   | Фенрих (Заставник)           |
| 1. фебруар 1938: | Оберфенрих (Виши заставник)  |
| 1. март 1938:    | Лојтнант (Потпоручник)       |
| 1. јул 1940:     | Оберлојтнант (Поручник)      |
| 1. јануар 1942:  | Хауптман (Капетан)           |
| 1. јануар 1943:  | Мајор                        |
| 1. март 1944:    | Оберстлојтнант (Потпуковник) |
| Постхумно:       | Оберст (Пуковник)            |